# Elimar
Elimar ist ein männlicher Vorname.

## Herkunft und Bedeutung des Namens
Der Name Elimar wird von dem althochdeutschen Namen Adalmar abgeleitet.

adal = edel; mari = berühmt

## Namenstag
Der Namenstag von Adalmar ist der 7. Juni.

## Bekannte Namensträger
- Elimar Freiherr von Fürstenberg (1910–1981), deutscher Politiker
- Elimar Herzog von Oldenburg (1844–1895), deutscher Komponist, Schriftsteller und Militär
- Elimar Klebs (1852–1918), deutscher Althistoriker